# Theope thelpusa
Theope thelpusa är en fjärilsart som beskrevs av William Chapman Hewitson 1860. Theope thelpusa ingår i släktet Theope och familjen Riodinidae. Inga underarter finns listade i Catalogue of Life.